# Cloves
Cloves, pseudonimo di Kaity Dunstan (Melbourne, 16 febbraio 1996), è una cantautrice australiana.
È divenuta nota per aver partecipato all'edizione australiana del programma televisivo The Voice nel 2013.

## Biografia
Dopo aver fatto uscire un EP nel 2015 grazie alla Island Records, Cloves pubblica, il 28 settembre 2018 il suo album di debutto, One Big Nothing, un richiamo di indie rock, soul, e ballate pop.

## Discografia

### Album in studio
- 2018 – One Big Nothing
- 2021 – Nightmare on Elmfield Road

### EP
- 2015 - XIII
- 2023 -  HER

### Singoli
- 2013 – Brand New Key
- 2015 – Don't you wait
- 2016 – Don't Forget About Me
- 2016 – Better Now Now
- 2017 – California Numb
- 2018 – Bringing The House Down
- 2018 – Wasted Time
- 2018 – Hit Me Hard
- 2020 – Dead
- 2021 – Sicko
- 2021 – Manic

### Collaborazioni
- 2014 – Out of the Blue (Joelistics feat. Kaity Dunstan)

## Curiosità
- È stata definita dalla stessa Adele la nuova Amy Winehouse.[3]